# Маграчёв, Лазарь Ефимович
Ла́зарь Ха́имович (Ефи́мович) Маграчёв (14 мая 1914 — 1988) — советский радиожурналист, фронтовой корреспондент. Участник Великой Отечественной войны. Заслуженный работник культуры РСФСР.

## Биография
Родился в Санкт-Петербурге. После окончания школы учился в строительном техникуме, музыкальной школе, окончил несколько курсов Педагогического института имени Герцена. Не имея журналистского образования, в 1937 году стал сотрудником Ленинградского радио, вначале — внештатным. Работал радиодеткором, автор многих постановок. Вместе с Мотей Фроловым участвовал в организации детского вещания.
В годы войны продолжал работу на радио, корреспондент так называемой «фронтовой редакции» выезжал с микрофоном на передовые позиции, корабли Балтийского флота, в авиационные части. Пережил блокаду Ленинграда. Получил ранение.
Был обвинён в фальсификации репортажей — якобы, брал интервью в студии, а после монтировал их с записями взрывов; за полтора года до конца войны был изгнан с Ленинградского радио. Через полгода справедливость была восстановлена, и Маграчёв возобновил работу в Доме радио.
Весной 1945 года находился в воинских частях, штурмовавших столицу гитлеровского рейха, и 2 мая передал в родной город по телефону репортаж, начинавшийся словами:
Внимание! Говорит Берлин! Ваш корреспондент включил микрофон на главной здешней улице. Унтер-ден-Линден называется. И отсюда сообщаю вам, дорогие товарищи: советские войска овладели столицей фашистской Германии…Из Берлинского репортажа 2 мая 1945 года
9 мая присутствовал на подписании акта капитуляции гитлеровской Германии.
В годы так называемого «Ленинградского дела» спас от уничтожения фронтовые и блокадные радиоархивы (в частности, авторское исполнение стихотворения Константина Симонова «Жди меня», записанное 7 мая 1945 года в Берлине).
Автор рассказов о войне («Дыхание Победы», записано на грампластинке).
Ушёл на пенсию в 1978 году.
Похоронен рядом с женой и матерью на Еврейском кладбище в Санкт-Петербурге, участок: 5-2 нов., место: 818.

### Семья
- Отец — Хаим Давидович Маграчёв (1867—1942)[7][8]; мать — Ревека (Ривка) Вульфовна Маграчёва.
- Жена — Мира Иосифовна Маграчёва (1914—1998)[5];
  - Сын — Владимир Лазаревич Маграчёв (1940—2007).
- Племянник — Лев Соломонович Маграчёв, поэт-песенник.

## Награды
- медаль «За отвагу» (19 октября 1942)[10];
- медаль «За победу над Германией в Великой Отечественной войне 1941—1945 гг.» (9 мая 1945)[11];
- медаль «За боевые заслуги» (29 марта 1946)[12];
- орден Отечественной войны II степени (6 апреля 1985)[13].

## Память
Имя Л. Е. Маграчёва высечено на гранитной мемориальной доске у входа в здание Ленинградского радио, в доме № 27 по ул. Итальянской в Санкт-Петербурге.
Рабочие записи Л. Е. Маграчёва хранятся в Центральном государственном архиве литературы и искусств Санкт-Петербурга.
Фонограммы передач Л. Е. Маграчёва представлены на сайте «Старое радио».